# Nationalpark Yaxhá-Nakum-Naranjo

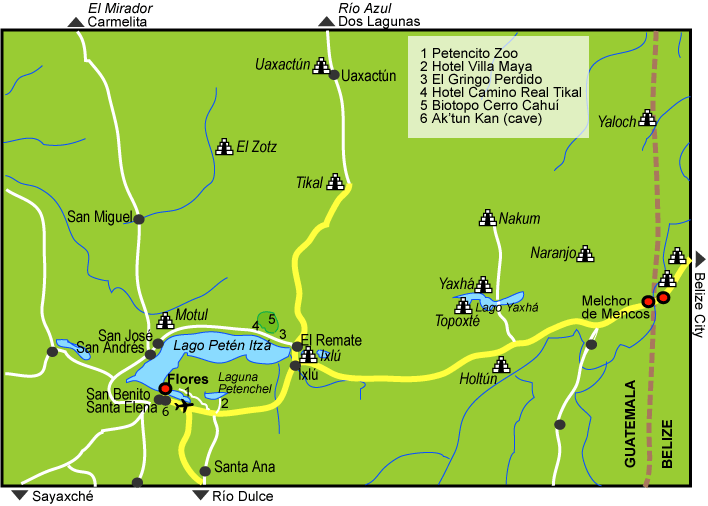
Lage des Nationalparks in Guatemala

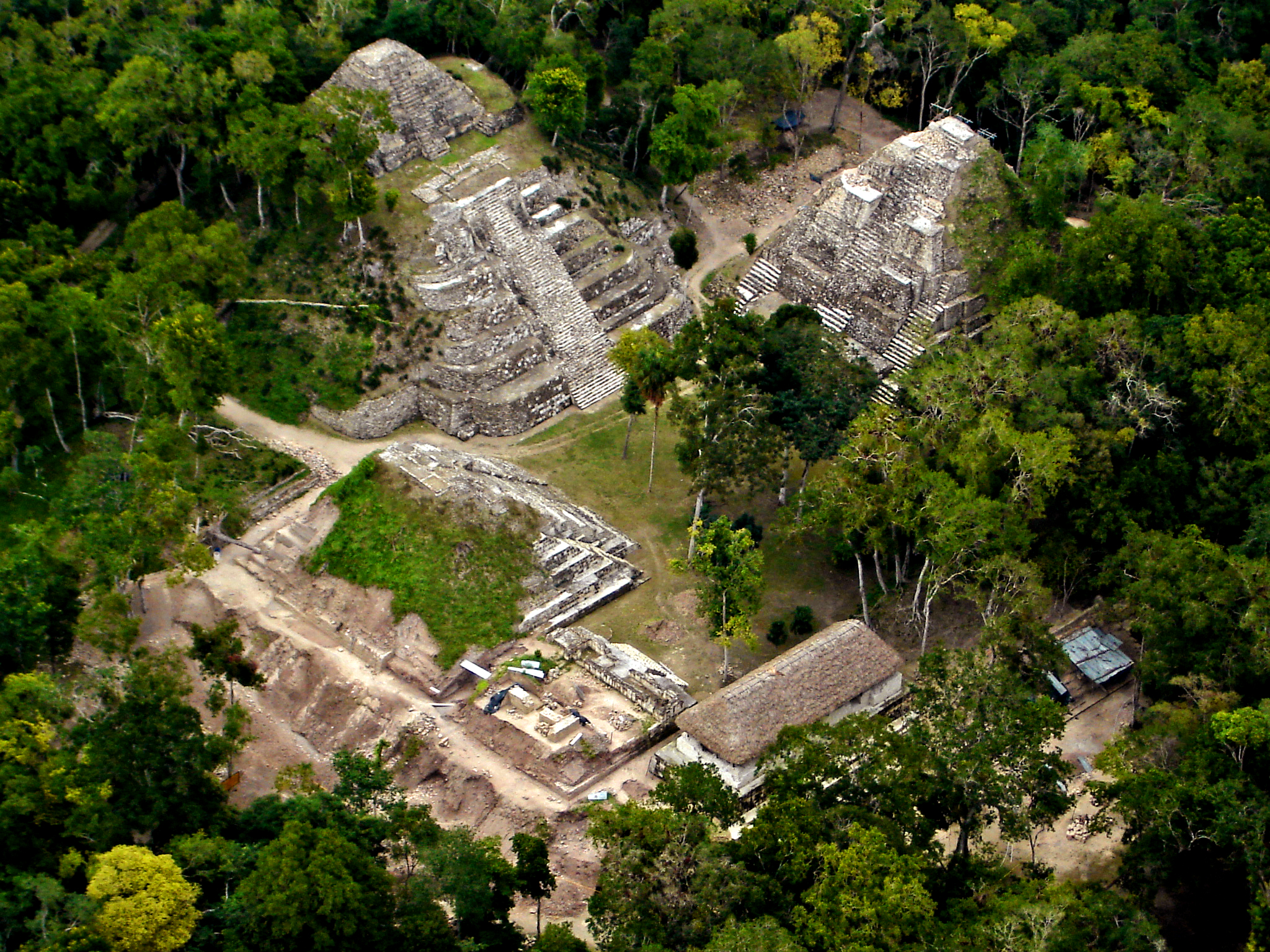
Nordakropolis von Yaxhá

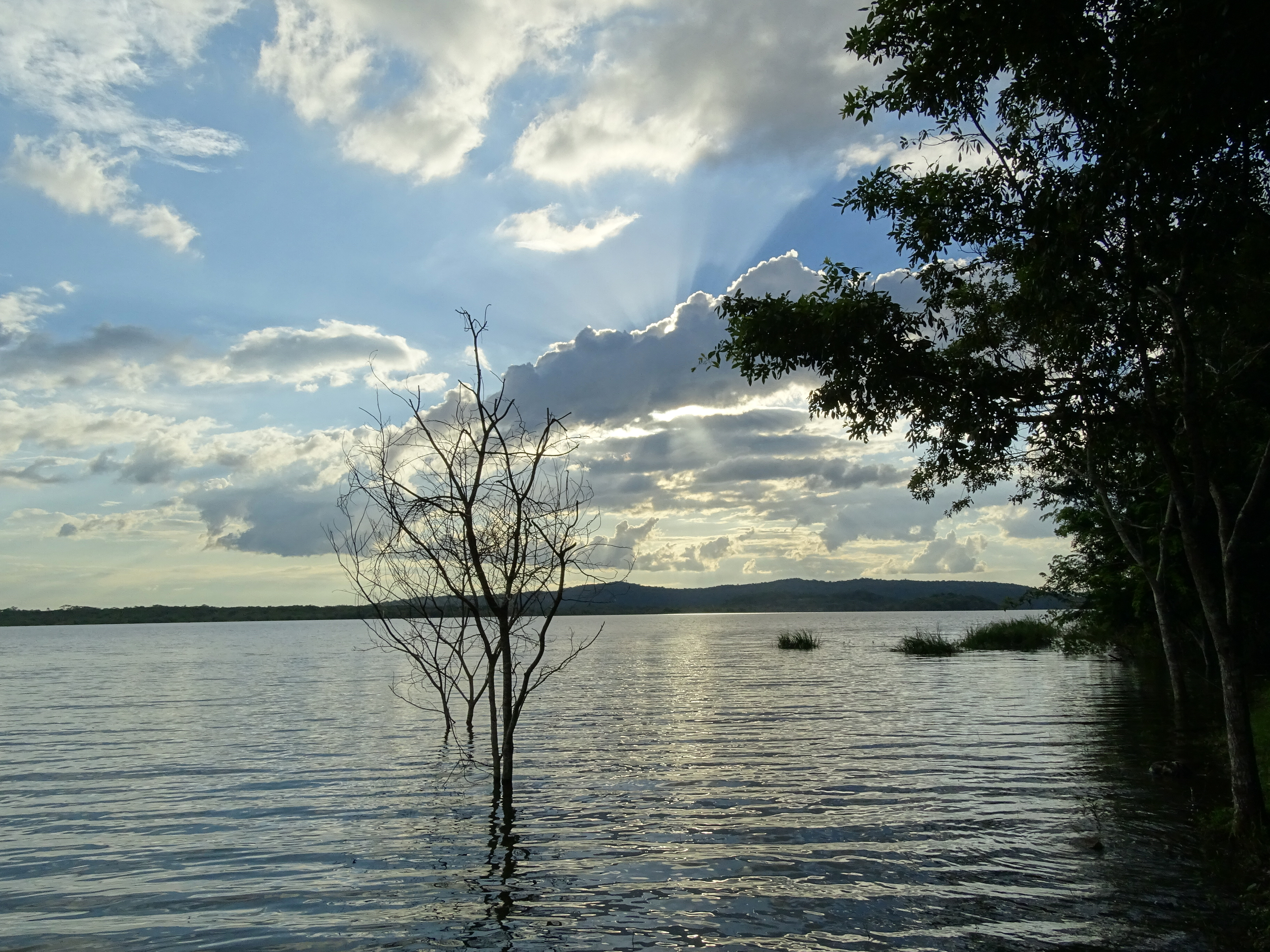
Lagunensee von Yaxhá

Jaguar

Der im Jahr 2003 eingerichtete und eine Fläche von 371,6 km² umfassende Nationalpark Yaxhá-Nakum-Naranjo (auch Triángulo Cultural Yaxhá-Nakum-Naranjo) ist ein Nationalpark im östlichen Petén-Tiefland Guatemalas nahe der Grenze zum Nachbarland Belize. Er gehört zur Ramsar-Konvention, die sich dem Schutz von Feuchtgebieten verpflichtet hat. Seit dem Jahr 2002 ist die Gesamtanlage für das UNESCO-Welterbe nominiert.

## Funktion
Der Nationalpark widmet sich sowohl dem Erhalt der in seinem Gebiet stehenden Maya-Ruinen (darunter Yaxhá, Nakum und Naranjo sowie ca. 15 kleinere wie Topoxté), als auch dem gesamten Ökosystem, welches aus Dschungel, Lagunen, kleinen Flüssen sowie aus Tieren (Krokodilen, Affen, Schildkröten, Jaguaren, Tapiren, Ameisenbären und anderen Kleintier- und Vogelarten) und Pflanzen besteht.

## Lage
Der etwa 200 bis 300 m hoch gelegene Nationalpark liegt ca. 5–15 km nördlich der Straße, die Flores, bzw. die Nachbarstädte Santa Elena und San Benito mit dem Grenzort Melchor de Mencos verbindet. Die riesige Maya-Ruinenstätte Tikal ist etwa 25–30 km (Luftlinie) bzw. ca. 50–60 km (Fahrtstrecke) in nordwestlicher Richtung entfernt.

## Geschichte
Jäger und Sammler waren wohl die ersten Menschen, die das Gebiet durchstreiften. Um 1200 bis 800 v. Chr. entstanden die ersten dauerhaften Siedlungen aus Holz; die ersten Steinbauten errichteten die Maya im 8. oder 7. Jahrhundert v. Chr. Etwa 1600 oder 1700 Jahre später gaben sie ihre architektonisch beeindruckenden Städte aus noch unbekannten Gründen auf; viele wanderten ab und ihre Hochkultur in der Region erlosch.